# 黄金井オサム
黄金井 修（こがねい おさむ、1964年〈昭和39年〉11月10日 - ）は、日本の歌手、ギタリスト。東京都出身。本名同じ。独特な奏法のガットギターと独特の歌声とがトレードマークである。

## 経歴
- 1977年 - 13歳。新宿ウィッシュボンにてステージデビュー。
- 1980年 - 15歳。銀座クラブ「姫」の中西五郎の指導の下、クラブ歌手活動開始。
- 1986年 - 横田基地（在日米空軍基地）に在籍してアメリカの音楽に身を委ねる。
- 1989年  -ボイストレーナーのセスリッグスに入門の許可を得て渡米。
- 1992年 - ファーストシングル『南風のGipsy』が徳間ミュージックコミュニケーションズより発売。
- 1995年 - アンティノスマネージメント（ソニー） 作詞・作曲家として所属。
- 1998年 - ファーストアルバム『SuaveSuaveSuave』をユニバーサルより発売。
- 1999年 - フジロックフェスティバル（グリーンステージ最初の演奏者であるが公式HPに記載されていない)等、どこの事務所にも属さず数々のステージに登場した。
- 2000年以降  中森明菜、東山紀之、等のツアーにバックミュージシャンとして参加。ロシアのOrigaやキューバ全編ロケの映画に曲を提供しながらアメリカなどでストリートでも演奏。NHKで他のアーティスト取材中に黄金井修が演奏している姿が放映された。国外ではインド、中東、ロシア、中国、ヨーロッパ、アジア、アメリカ、国内では稚内から沖縄まで、営業をかけるのではなく招聘されては参じてゆくスタイルを貫いた。
- 現在 変わらぬ独特な演奏スタイルで、神社仏閣での演奏や10回を超えるような再演が多いのも特徴である。例えば毎年行われている～ 世界遺産宮島嚴島神社 黄金井修 奉納 コンサート ～は彼のオリジナル曲「白い骨」を聞いた人のリクエストに応え、原爆投下日（8月6日）に原爆ドームで開催される「地球ハーモニーコンサート」にて、2001年より3年間灯篭の流れる時に演奏した事がきっかけ。もう自分の役割は終わったと他の人を推薦したところ、「では来年からは宮島で聞きたい」という地元の意志による希望で、翌2004年より毎年5月第三週の土曜日に国宝高舞台にて演奏している。コンサート各会場での客席は涙と笑いが絶えずで面白いエピソードで溢れている。[3]

## ディスコグラフィー
(この節の出典
)
- 「南風のGipsy」(1992年/徳間ミュージックコミュニケーションズ)
- 「SuaveSuaveSuave」(1998年/ユニバーサル)
- 「阿弥陀～a mida ～」(2001年/ユニバーサル)
- 「Luna」(2002年/ビクター)ビクター
- 「Nibbana」(2004年/ネオプレックス)
- 「Chan」(2007年/OKカンパニー)
- 「Jadaveda」(2007年/OKカンパニー)
- 「Manusa」(2007年/OKカンパニー)
- 「朧～obolo～」(2010年)
- 「Yesterday,Today&Tomorrow」(2016年)
- 「魂民～TamaTami～」(2017年)

## 主な出演履歴[6][7][8]

### CM
- イルベントローザ(叶恭子主演)
- マスクド41(田口トモロヲ主演)
- JCBカード(木村拓哉編)
- 日本生命 (織田裕二編)
- 朝日生命 (竹野内豊・菅野美穂編)
- ブリヂストン (海外サーキット)
- 資生堂 (山口智子編)
- 長崎ハウステンボス (米倉涼子編)
- キリン(Franzia)
- ハウス食品 (欧風カレー)
- P&G
- Docomo

### コンサート
- 世界遺産モンサンミッシェル交流コンサート(フランス）
- シティークラブコンサート(ポーランド）
- セイントステファンチャーチ(ニューヨーク）
- アドミラルプラザホテル コンサート(ドバイ）
- ヴィスババラティー国立大学 正式招聘コンサート(カルカッタ）
- インターナショナルギャラリー(ワルシャワ）
- バリ舞踏水上舞台コラボコンサート(インドネシア）
- ゴールデンロックコンサート(ミャンマー)
- スタチースカ(サンクトペテルブルク)
- 新天地ARK～上海ライブ連続10年(中国）
- コットンクラブ(丸の内)
- ブルースアレイ(目黒)
- スイートベイジ(六本木）
- ブルーノート(博多)
- 世界遺産 宮島 嚴島神社 国宝 高舞台(17年連続)
- 出雲大社 拝殿 (大遷宮年）
- 北野天満神社 (複数年)
- 浄土宗 総本山 誓願寺(複数年)
- 真言宗 大本山 大聖院特設舞台(複数年)
- 南阿蘇神楽殿 岩戸舞台(7年連続）
- 女子道社 二所山田神社 特設舞台
- 奥出雲 稲田神社
- 臨済宗 別格寺 漢陽寺石庭特設舞台(12年連続)
- 日蓮宗 大本山 池上本門寺(複数年)
- 浄土宗 総本山 誓願寺(複数年)
- 真言宗 大本山 大聖院特設舞台(複数年)
- 時宗 末寺 長楽寺本堂(複数年)
- 曹洞宗 国指定名勝 玉川寺(7年連続)
- 南禅寺 光明院 方丈前庭園 特設野外舞台
- 天台宗 西叡山 高山寺
- 西国十一番 浄土宗 護念寺 本堂
- 宮崎キリスト教会
- 大塚国際美術館 システィーナ礼拝堂
- 豊後朝地火祭り 黄金井脩コンサート
- 妙高高原祭りイベント
- 堂ヶ島火祭りコンサート
- 周南市 木の学校
- 中国観音霊場 体験道場
- 小金井市公会堂(閉館記念公会堂まつり）
- 白血病患者 家族支援コンサート
- さい帯血 支援コンサート
- 東急ワールドミュージック スペシャルin Bunkamura
- 銚子マリーナ開設イベント
- 養老酒造 酒蔵櫂
- 津軽特設雪舞台 (10年連続）
- 蓼科 野外音楽ホール (複数回）
- 宝塚ホテル (複数回）
- 伊東 暖香園ホテル(複数回)
- 鹿島 セントラルホテル(複数回)
- 別府 亀の井ホテルディナーショー
- 盛岡 北ホテル ディナーショー
- ハウステンボス (複数回)
- かごしま県民交流センター(複数回)
- 伊東市指定文化財 東海館川上薪能舞台
- 国重要文化財 札幌市時計台 (複数年)
- 白沙村荘 橋本関雪記念館（複数回）
- 有形文化財 藤田記念庭園 （複数回）
- 徳島県立近代美術館　文化の森
- 札幌 渡辺淳一文学館
- 清旬の里 特設野外ステージ
- 京都旧毎日新聞社ビル
- 飛騨船津座
- 江差追分会館
- 金木津軽三味線会館
- 風連鍾乳洞 洞内ステージ
- 文化の陶　四季舎
- 土佐和紙工芸村
- 丹波市立やまなみ
- ニセコ町民センター
- 宮崎アートセンター
- 知覧富屋食堂
- 知覧カントリー噴水特設舞台
- 鹿屋バラ園
- 大分 平和市民公園 能舞台
- 有形文化財 潮音閣
- 賀茂川荘 野外能舞台
- 旧臼杵藩主 因幡家
- 秋田市 指定文化財金子家住宅
- 信州須坂 豪商の家 田中本家博物館
- 盛岡市 指定保護庭園 南昌荘
- 旧国登録有形文化財 横屋酒造
- 野村胡堂・あらえびす記念館
- 合名会社 早川倉庫
- 角野組 石蔵ギャラリー
- 齋藤酒造 特設ステージ
- 木綿街道 旧石橋酒造
- 国登録有形文化財 佐藤家
- 有形文化財 旧関善酒店主屋
- 千歳鶴酒ミュージアム
- 酒心館屋内ホール
- あさ開酒造
- 横手市 こうじ庵

### ゲスト参加ステージ
- 伊勢神宮　月夜見宮Inishie舞台
- 日枝神社　Inishie舞台
- 関東天台旧制伴頭拝領寺院 芝山仁王尊
- 細川家菩提寺泰勝寺イベント
- 日蓮宗花祭り 読売ホール
- フジロックフェスティバル
- 湘南ジャズフェスティバル
- 札幌ブルース収穫祭
- 国催マハラジャン（イエメン）
- クラシックミュージックサロン(上海)
- ヒンズー教式典 イベント（デリー）
- ユダヤ教団 イベントステージ
- アドミラルカップ コンペパーティー
- アルバンドシモーヌ パリ公演
- サティ エスニカ モスクワ公演
- ディズニーランド オフィシャルパーティー
- マセラッティ グランツーリスモ発表パーティー
- フェラーリ 正規ディーラー クリスマスショー
- アストンマーティン  正規ディーラー コンサートイベント
- カルティエ プレスパーティー
- ウンガロ ジャパン OPパーティー
- エルメス クリスマスパーティー
- ロエベ リニューアルパーティー
- 六本木ヒルズ エストネーション リニューアルパーティー
- ブロードウェイ コロンビア大学メディカルセンター(ニューヨーク）